# Partido Popular Croata - Liberais Democratas
O Partido Popular Croata - Liberais Democratas (em croata: Hrvatska narodna stranka – liberalni demokrati, HNS) é um partido político liberal da Croácia.
O HNS tem atualmente sete representantes no Parlamento da Croácia, e é o terceiro maior partido político do país (o quarto em número de representantes se forem incluídas as coalizões). O partido é membro da Internacional Liberal e do Partido Europeu dos Liberais, Democratas e Reformistas.
Após a renúncia de Vesna Pusić, o partido é comandado atualmente por Radimir Čačić.

## Resultados eleitorais

### Eleições legislativas
| Data | Votos   | %         | Deputados | +/- | Status   | Notas                          |
| ---- | ------- | --------- | --------- | --- | -------- | ------------------------------ |
| 1992 | 466 356 | 17,7 (#2) | 14 / 138  |     | Oposição |                                |
| 1995 | 441 390 | 18,3 (#2) | 2 / 127   | 12  | Oposição | Coligado com HSS-IDS-HKDU-SBHS |
| 2000 | 432 527 | 14,7 (#3) | 2 / 151   | =   | Governo  | Coligado com HSS-IDS-ASH       |
| 2003 | 198 781 | 8,0 (#3)  | 10 / 151  | 8   | Oposição | Coligado com PGS-SBHS          |
| 2007 | 168 440 | 6,8 (#3)  | 7 / 151   | 3   | Oposição |                                |
| 2011 | 958 312 | 40,4 (#1) | 14 / 151  | 7   | Governo  | Coligação Kukuriku             |

### Eleições presidenciais
| Data    | Candidato apoiado        | 1ª Volta                 | 1ª Volta                 | 2ª Volta                 | 2ª Volta                 |
| Data    | Candidato apoiado        | Votos                    | %                        | Votos                    | %                        |
| ------- | ------------------------ | ------------------------ | ------------------------ | ------------------------ | ------------------------ |
| 1992    | Savka Dabčević-Kučar     | 161 242                  | 6,1 (#3)                 |                          |                          |
| 1997    | Nenhum candidato apoiado | Nenhum candidato apoiado | Nenhum candidato apoiado | Nenhum candidato apoiado | Nenhum candidato apoiado |
| 2000    | Stjepan Mesić            | 1 100 671                | 41,3 (#1)                | 1 433 372                | 56,0 (#1)                |
| 2005    | Stjepan Mesić            | 1 089 398                | 48,9 (#1)                | 1 454 451                | 65,9 (#1)                |
| 2009/10 | Vesna Pusić              | 143 190                  | 7,3 (#5)                 |                          |                          |
| 2014/15 | Ivo Josipović            | 687 678                  | 38,5 (#1)                | 1 082 436                | 49,3 (#2)                |

### Eleições europeias
| Data | Votos   | %         | Deputados | +/- | Notas                                           |
| ---- | ------- | --------- | --------- | --- | ----------------------------------------------- |
| 2013 | N/D     | N/D       | 0 / 12    | =   | Aliança com Partido Social-Democrata da Croácia |
| 2014 | 275 904 | 29,9 (#2) | 1 / 11    | 1   | Coligação Kukuriku                              |